# Роберто Альварес (тенісист)
Роберто Альварес (ісп. Roberto Álvarez; нар. 23 лютого 1971) — колишній аргентинський тенісист.
Найвищу одиночну позицію світового рейтингу — 288 місце досяг 12 серпня 2002, парну — 241 місце — 26 серпня 2002 року.

## Титули Челленджер/Ф'ючерс
| Легенда         |
| --------------- |
| ITF Ф'ючерс (3) |

### Одиночний розряд: (3)
| Ранг | Дата     | Турнір                    | Рівень  | Покриття | Суперники         | Рахунок          |
| ---- | -------- | ------------------------- | ------- | -------- | ----------------- | ---------------- |
| 1.   | Жов 1998 | Аргентина F3, Санта-Фе    | Ф'ючерс | Ґрунт    | Мігель Пастура    | 7–6, 1–0 ret.    |
| 2.   | Жов 1998 | Аргентина F4, Ресістенсія | Ф'ючерс | Ґрунт    | Гільєрмо Кор'я    | 6–4, 6–1         |
| 3.   | Вер 2001 | Korea F3, Чхонджу         | Ф'ючерс | Ґрунт    | Деніс Ґремельмайр | 6-7(3), 6-1, 7-5 |

### Парний розряд: (5)
| Легенда            |
| ------------------ |
| ATP Челленджер (1) |
| ITF Ф'ючерс (4)    |

| Ранг | Дата     | Турнір                 | Рівень     | Покриття | Партнер          | Суперники                          | Рахунок          |
| ---- | -------- | ---------------------- | ---------- | -------- | ---------------- | ---------------------------------- | ---------------- |
| 1.   | Лип 1998 | Франція F3, Екс-ле-Бен | Ф'ючерс    | Ґрунт    | Пабло Б'янкі     | Міхал Музікант Каміль Патель       | 6–4, 6–2         |
| 2.   | Лип 2001 | Румунія F3, Брашов     | Ф'ючерс    | Ґрунт    | Жордан Добль     | Мар'юс Калугеру Ремус Фаркас       | 6–2, 2–6, 7–6(9) |
| 3.   | Вер 2001 | Korea F4, Чхонджу      | Ф'ючерс    | Ґрунт    | Жордан Добль     | Александер Флок Франк Мозер        | 6–4, 4–6, 6–2    |
| 4.   | Січ 2002 | Франція F1, Грасс      | Ф'ючерс    | Ґрунт    | Жордан Добль     | Крістоф Де Во Ніколя Девільдер     | 6–4, 6–4         |
| 1.   | Сер 2002 | Trani Cup, Трані       | Челленджер | Ґрунт    | Маріано Дельфіно | Франсіско Кабельйо Франсіску Коста | 4–6, 6–4, 6–2    |